# Publio Canidio Crasso
Publio Canidio Crasso (latino: Publius Canidius Crassus; ... – Egitto, 30 a.C.) è stato un militare e politico romano.
Ebbe un ruolo importante durante il lungo e confuso periodo delle Guerre civili tra il 44 a.C. e il 31 a.C..
Appartenente alla fazione cesariana legata a Marco Antonio, fu uno dei più abili e fedeli luogotenenti del triumviro. Dopo essere stato eletto console per un breve periodo nel 40 a.C. insieme con Lucio Cornelio Balbo, prese il comando delle legioni di Antonio in Oriente e guidò con successo le sue truppe nelle campagne in Armenia, Caucaso e Media tra il 39 a.C. e il 34 a.C.
Canidio rimase fedele fino all'ultimo a Marco Antonio e tenne il comando delle forze terrestri durante la campagna finale culminata nella battaglia navale di Azio; accusato di essere succube di Cleopatra e di aver mal consigliato il triumviro, dopo la sconfitta venne abbandonato dalle sue legioni, riparò in Egitto ma, catturato dall'esercito di Cesare Ottaviano, venne ucciso nel 30 a.C.

## Biografia

### Carriera militare con Marco Antonio
L'ascendenza familiare di Publio Canidio Crasso rimane oscura; egli era verosimilmente di origine provinciale picena come altri due abili generali antoniani: Lucio Decidio Saxa e Publio Ventidio Basso; i tre, Canidio, Decidio e Ventidio, vengono spesso citati insieme dalle fonti antiche anche per le assonanze dei nomi gentilizi dalla terminazione non latina. Secondo Ronald Syme il suo nome Canidius non è presente in alcuna fonte epigrafica; lo storico neozelandese ritiene possibile che egli fosse lo stesso personaggio citato da Plutarco presente a Cipro insieme con Catone Uticense nel 57 a.C.
Nelle fonti storiche antiche Publio Canidio compare per la prima volta nel 43 a.C. durante la cosiddetta guerra di Modena, la breve campagna bellica seguita all'uccisione di Gaio Giulio Cesare. In questa fase iniziale delle Guerre civili che sarebbero continuate con brevi pause fino al 31 a.C., Canidio era un ufficiale nell'esercito di Marco Emilio Lepido che era stanziato nella Gallia Narbonese; Emilio Lepido in un primo tempo aveva mantenuto un atteggiamento di neutralità ed equidistanza tra la fazione di Marco Antonio e quella repubblicana rappresentata sul campo, dopo la morte dei consoli Aulo Irzio e Gaio Vibio Pansa, dal cesaricida Decimo Bruto. In realtà Canidio era già un fervente partigiano di Antonio e svolse un'attiva ed efficace propaganda all'interno delle legioni di Emilio Lepido per favorire un accordo e un'alleanza con il luogotenente di Cesare.
Le manovre per promuovere la fraternizzazione tra le legioni di veterani ebbero successo: Emilio Lepido e Marco Antonio conclusero l'accordo personale a cui si unirono ben presto anche gli altri capi cesariani Lucio Munazio Planco e Gaio Asinio Pollione; entro la fine del 43 a.C. il secondo triumvirato sancì l'alleanza tra Antonio, Lepido e Cesare Ottaviano che avrebbe dominato la vita politica di Roma per oltre un decennio. Canidio ricompare nelle cronache storiche di questo turbolento periodo nel 40 a.C. quando, dopo la guerra di Perugia e i nuovi accordi di Brindisi tra Marco Antonio e Ottaviano, divenne, come uomo di fiducia del primo, console suffectus per un breve periodo insieme con Lucio Cornelio Balbo.

### Vittorie in Oriente
Negli anni seguenti Canidio venne inviato in Oriente da Marco Antonio in preparazione dell'ambiziosa campagna contro i Parti che il triumviro stava progettando da tempo in continuità con i famosi piani di Giulio Cesare. Mentre Ventidio Basso nel 39-38 a.C. respingeva con pieno successo i Parti dalla provincia di Siria infliggendo al nemico alcune pesanti sconfitte, nel 37 a.C. Canidio guidò sei legioni in Armenia dove Marco Antonio contava di passare per attaccare il regno partico da nord evitando il deserto mesopotamico. Canidio dimostrò notevoli qualità di comandante e di stratega durante la campagna in Armenia e nel Caucaso: inizialmente marciò con le sue legioni contro il re dell'Iberia Farnabazo II che venne sconfitto e costretto alla sottomissione, quindi attaccò il regno caucasico vicino dell'Albania. Il re locale Zober venne ugualmente battuto dalle legioni di Canidio che prese possesso del territorio e concluse vantaggiosi accordi di alleanza con questi stati caucasici. Nel 36 a.C. Canidio era nei pressi dell'attuale Erzurum con le sue legioni dove venne raggiunto da Marco Antonio che conduceva altre dieci legioni per incominciare con le forze riunite, dalla base di operazioni armena conquistata dal suo luogotenente, la grande campagna partica.

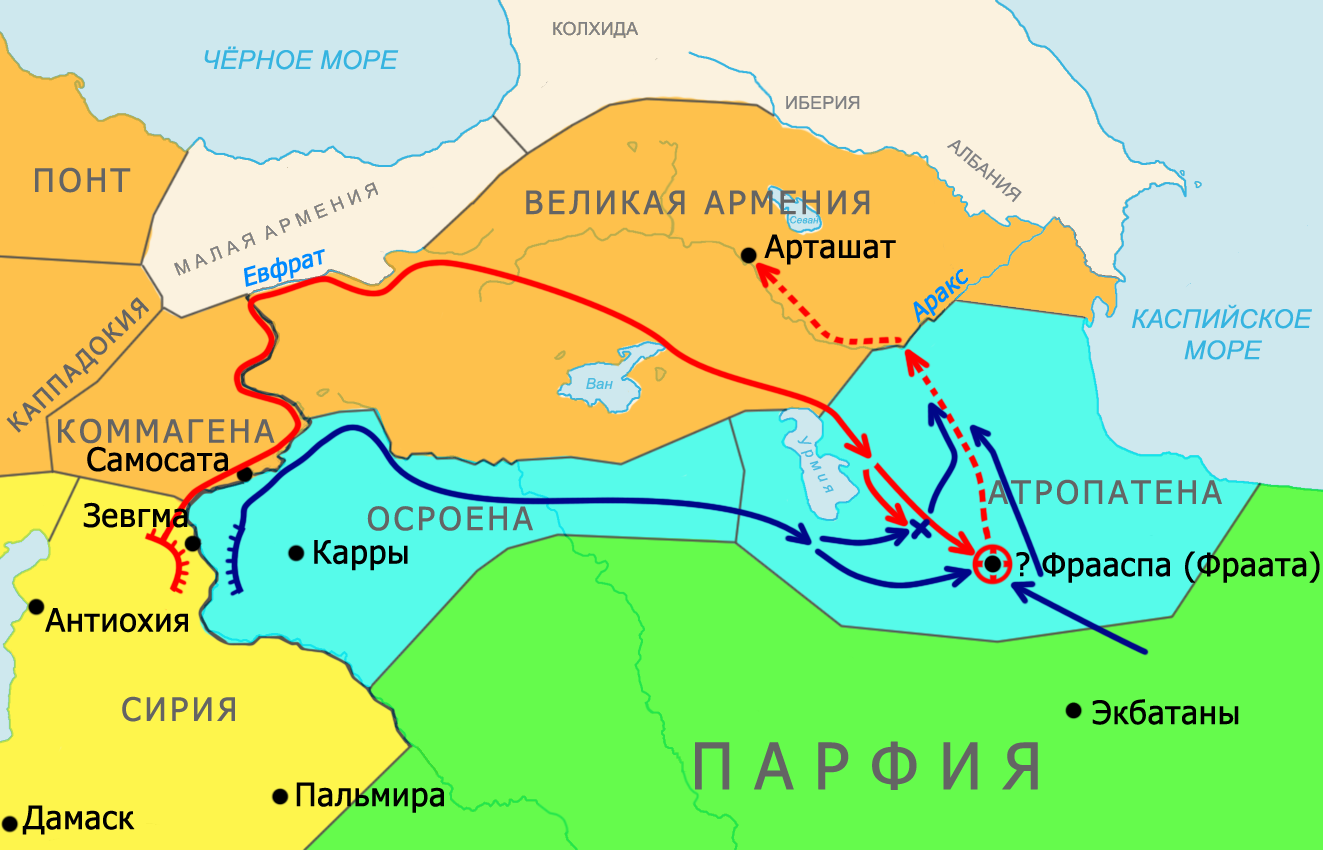
Teatro delle campagne in Oriente di Marco Antonio e Publio Canidio Crasso

La campagna di Marco Antonio contro i Parti del 36 a.C. terminò tuttavia in un disastro; dopo una difficile avanzata iniziale, il grande esercito romano fu costretto a battere in ritirata e subì pesanti perdite. Canidio prese parte alla difficile campagna contribuendo a salvare le legioni durante il ripiegamento. Nel 34 a.C. Canidio partecipò anche alla successiva campagna punitiva di Marco Antonio contro l'infido re armeno Artavaside II; quindi il triumviro ripartì per l'Egitto lasciando sul posto il fidato Canidio al comando della maggior parte del suo esercito per controllare e occupare l'Armenia. Nel 33 a.C. Canidio ricevette nuovi ordini da Marco Antonio: la situazione politica stava degenerando e sembrava imminente e inevitabile una guerra civile decisiva contro Ottaviano; in questa situazione era essenziale concentrare e avvicinare all'Occidente l'esercito. Canidio trasferì quindi le legioni sulle coste dell'Asia dove rimasero durante l'inverno del 33-32 a.C. mentre la tensione tra i due triumviri stava per sfociare in guerra aperta.
Marco Antonio decise di lasciare undici legioni nelle province dell'Oriente, mentre Publio Canidio marciò con diciannove legioni in Grecia dove l'esercitò trascorse l'inverno del 32-31 a.C.; ad Efeso si tenne una conferenza con la presenza dei principali luogotenenti del triumviro per decidere la strategia da seguire nella guerra contro Ottaviano. Gli incontri, a cui parteciparono anche i senatori fuggiti da Roma, i principi dei regni orientali alleati e soprattutto la regina d'Egitto Cleopatra, furono caratterizzati da aspri contrasti tra le fazioni e dalla lacerazione tra i principali luogotenenti di Antonio, Gneo Domizio Enobarbo, Lucio Munazio Planco, Marco Tizio, Marco Giunio Silano, e Cleopatra, che era divenuta la moglie del triumviro. In un primo tempo i capi romani sembrarono essere riusciti a convincere Antonio sull'opportunità di allontanare la regina d'Egitto anche per evitare la propaganda tendenziosa di Ottaviano, e rimandarla in patria. Sorprendentemente però Canidio, di cui Antonio aveva piena fiducia, si pronunciò a favore di Cleopatra, egli evidenziò l'importanza del contributo di denaro, navi e soldati dell'Egitto. L'inattesa posizione di Canidio fece sorgere immediatamente dubbi e si diffuse la voce che egli fosse stato corrotto da Cleopatra con ingenti somme di denaro.

### La guerra di Azio e la morte
Cleopatra quindi rimase accanto a Marco Antonio e influenzò pesantemente le decisioni e le azioni di quest'ultimo. Cominciarono le defezioni tra i capi romani, alcuni dei quali, come Planco e Tizio abbandonarono il campo. Antonio apparve confuso e incerto sul piano di operazioni da adottare; alla fine decise di rischiare una battaglia navale nonostante i pareri contrari dei suoi collaboratori; anche Canidio si espresse contro questo piano che lasciava praticamente inattive le sue legioni. La conflittualità nel campo di Antonio, accentuata dalla presenza di Cleopatra e dalle sue interferenze, crebbe costantemente con il passare dei giorni; anche Canidio apparve esasperato e in un primo momento giunse al punto di consigliare ad Antonio di rimandare finalmente in patria la regina d'Egitto.

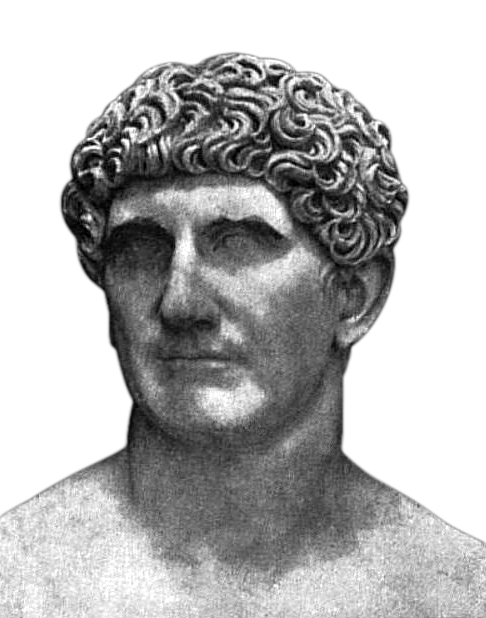
Busto di Marco Antonio.

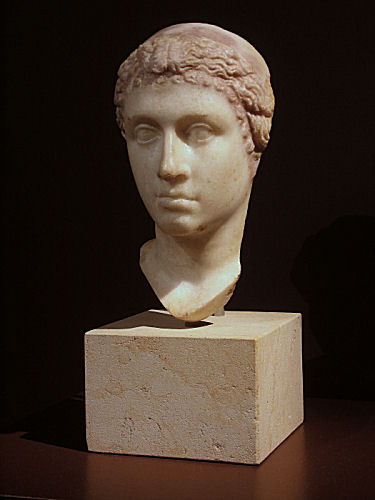
Busto della regina d'Egitto Cleopatra.

Le informazioni delle fonti antiche sulla fase decisiva della guerra di Azio sono contraddittorie e incomplete; sembra tuttavia che alla fine Cleopatra sia riuscita a convincere Marco Antonio a tentare una battaglia navale verosimilmente soprattutto per aprirsi una via d'uscita dal golfo d'Ambracia e rientrare in Egitto. Canidio forse tornò a sostenere Cleopatra e approvò i suoi piani di ritirata; si è parlato di una nuova corruzione nei suoi confronti da parte della regina. In ogni caso Canidio, alla vigilia della decisiva battaglia di Azio, era l'unico dei generali informato dei progetti segreti di Antonio e Cleopatra; egli, al comando di tutte le legioni a terra, avrebbe ricevuto l'ordine di trasferire l'esercito in Asia attraverso la Grecia. La battaglia di Azio fu facilmente vinta da Ottaviano; ben presto Cleopatra fuggi con le sue navi verso l'Egitto e Marco Antonio, abbandonò il grosso della flotta e seguì la regina.
Canidio quindi rimase solo al comando delle legioni che in un primo tempo rimasero compatte e pronte a battersi; i veterani attendevano fiduciosamente il ritorno di Antonio, e Canido, che invece era a conoscenza della realtà, per alcuni giorni nascose ai legionari la verità sulla fuga del condottiero. Egli era privo di istruzioni e in grande imbarazzo; dopo una settimana di attesa divenne evidente che Marco Antonio non sarebbe più tornato e tra i soldati si diffusero le voci e le proteste. Canidio decise infine di abbandonare a sua volta il campo e fuggire in Egitto per raggiungere il suo comandante. La notizia della fuga di Canidio provocò il crollo definitivo del morale delle legioni che, deluse e rassegnate, in gran parte si arresero ad Ottaviano senza combattere.
Canidio giunse in Egitto nell'ottobre del 31 a.C. ma la guerra era ormai persa per Antonio e Cleopatra che, dopo una breve resistenza, si suicidarono nell'estate del 30 a.C. ad Alessandria. Canidio, rimasto fedele fino all'ultimo a Marco Antonio, venne messo a morte inesorabilmente da Cesare Ottaviano; la propaganda augustea cercò sminuire la memoria del generale antoniano criticandolo per la sua fuga dopo Azio e descrivendolo come timoroso di fronte alla condanna a morte, egli avrebbe chiesto la grazia a Ottaviano. In realtà sembra che Canidio, generale abile, esperto e affidabile durante tutto il corso della sua carriera, sia stato ucciso proprio per la sua estrema fedeltà ad Antonio e forse anche perché a conoscenza di tutti i segreti dello svolgimento della sorprendente battaglia di Azio e del comportamento apparentemente inesplicabile del suo generale.